# Antrocephalus thresiae
Antrocephalus thresiae är en stekelart som beskrevs av T.C. Narendran 1989. Antrocephalus thresiae ingår i släktet Antrocephalus och familjen bredlårsteklar. Inga underarter finns listade i Catalogue of Life.